# Старое Захарово (Тверская область)
Старое Захарово — деревня в Удомельском городском округе Тверской области.

## География
Деревня находится в северной части Тверской области на расстоянии приблизительно 23 км на северо-запад по прямой от железнодорожного вокзала города Удомля.

## История
Деревня известна с 1478 года как Захарово. В 1859 году принадлежала помещице Сназиной-Тормасовой. Здесь было учтено дворов (хозяйств) 18 (1859 год), 36 (1886), 46 (1911), 27 (1958), 10 (1986), 2 (1999). В советский период истории здесь действовали колхозы «Захарово», им. Жданова, «Россия» и «Бережок». До 2015 года входила в состав Котлованского сельского поселения до упразднения последнего. С 2015 года в составе Удомельского городского округа.

## Население
Численность населения: 150 человек (1859 год), 200 (1886), 294 (1911), 61 (1958), 18 (1986), 3 (1999), 4 (русские 100 %) в 2002 году, 1 в 2010.